# Ciołek II
Ciołek II – polski herb szlachecki z nobilitacji, odmiana herbu Ciołek.

## Opis herbu
W polu złotym ciołek czerwony.

## Najwcześniejsze wzmianki
Nadany Szymonowi Kulawemu z Byczyny, rotmistrzowi królewskiemu, 15 listopada 1504 i innym w latach 1504-1511. Herb jest wynikiem adopcji do herbu Ciołek przez Macieja Drzewickiego.

## Herbowni
Byczyński, Hubaty, Kalusz, Kalusza, Kałusz, Kania, Kulawy, Wilamowski.